# Ptyelus tamahonis
Ptyelus tamahonis är en insektsart som beskrevs av Matsumura 1940. Ptyelus tamahonis ingår i släktet Ptyelus och familjen spottstritar. Inga underarter finns listade i Catalogue of Life.